# Alvan Clark (Astronom)

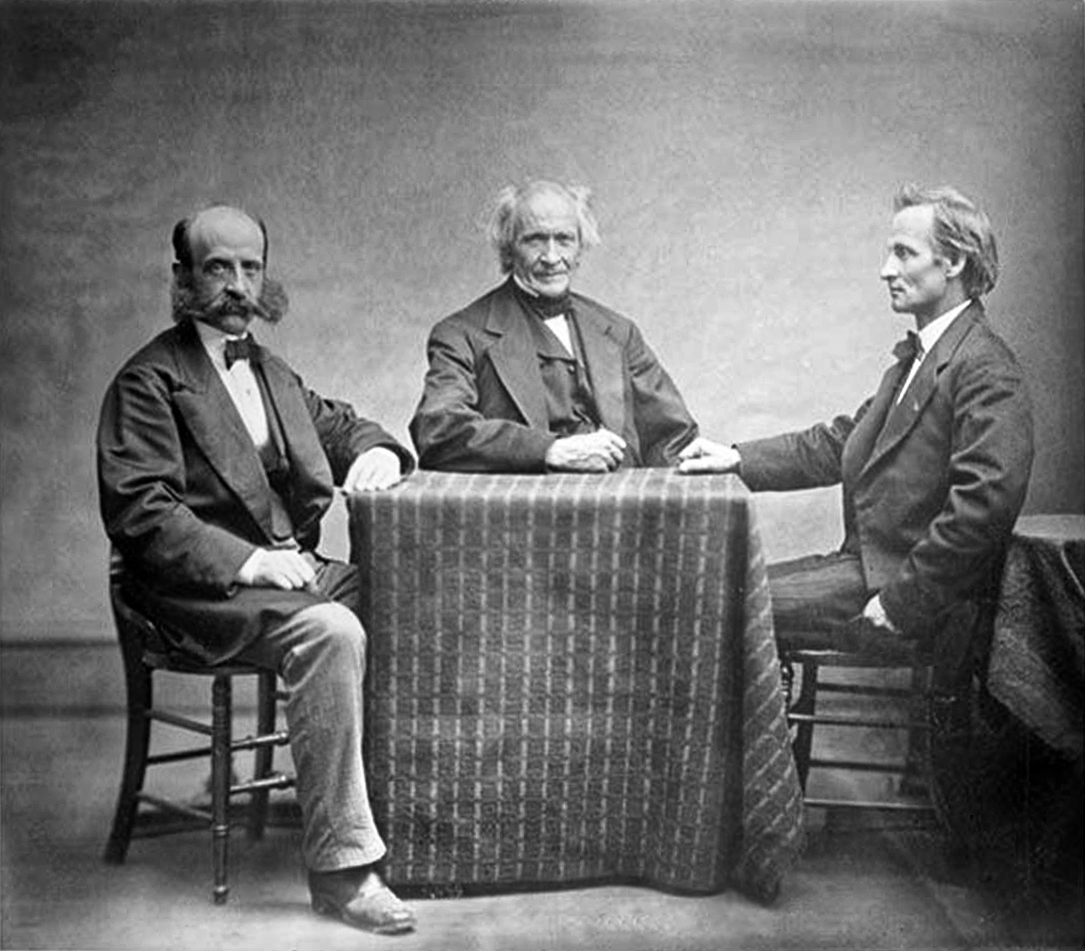
Alvan Graham Clark, Alvan Clark und George Bassett Clark

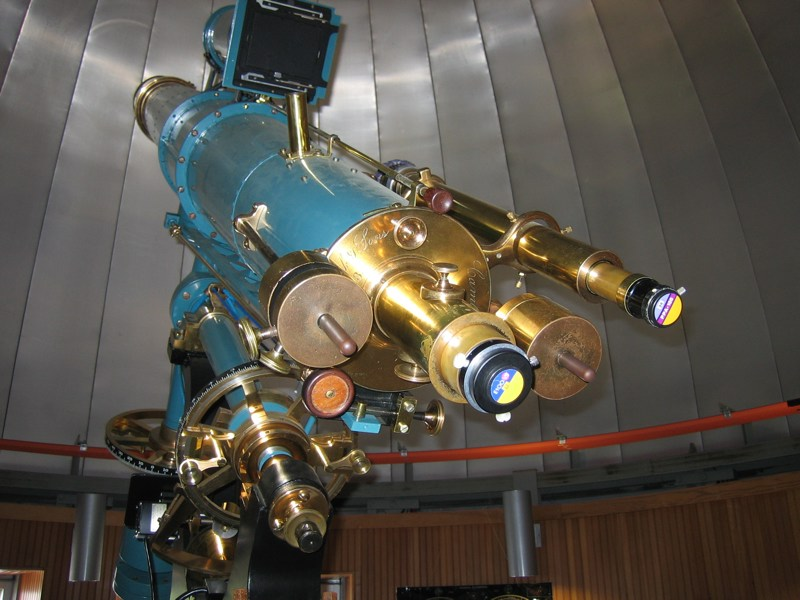
Das 8" Teleskop der Firma Alvan Clark & Sons das heute im Chabot Space & Science Center (Oakland, Kalifornien) steht

Alvan Clark (* 8. März 1804 in Ashfield, Massachusetts; † 19. August 1887 in Cambridge, Massachusetts)  US-amerikanischer Porträtmaler und Kupferstecher. Später wurde er als renommierter Teleskopbauer und Glaslinsenschleifer bekannt.

## Leben

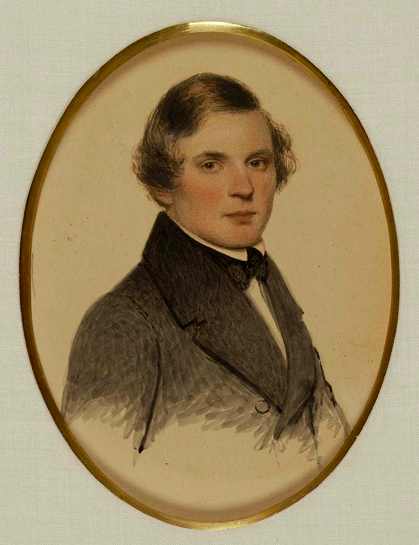
Alvan Clark: Samuel Hall Gregory (ca.1840). Smithsonian American Art Museum

Alvan Clark wurde am 1804 als eines von zehn Kindern von Abram und Mary (Pease) Clark auf einer Farm in Ashfield, Massachusetts, geboren. Er erhielt nur eine einfache Schulbildung und arbeitete zunächst im familieneigenen Säge- und Mahlbetrieb. In jungen Jahren erlernte er das Handwerk des Wagenbaus, wandte sich dann jedoch der Kunst zu. Ab den frühen 1820er Jahren zog er durch das Connecticut River Valley und malte Aquarellporträts. 1829 stellte er erstmals Miniaturporträts in der National Academy of Design in New York aus, 1830 ebenfalls im Boston Athenaeum. 1836 ließ er sich endgültig in Boston nieder, wo er ein Atelier eröffnete; später tat er dies auch in Cambridgeport. Er arbeitete dort bis etwa 1860 als Porträtmaler und Kupferstecher, bevor er sich zunehmend der Optik zuwandte.
Ab etwa 1840 experimentierte er aus persönlichem Interesse mit der Herstellung optischer Linsen, als er seinem Sohn half, ein Teleskop zu bauen. Diese Tätigkeit entwickelte sich rasch zu einem neuen Tätigkeitsfeld: Gemeinsam mit seinen Söhnen George Bassett Clark und Alvan Graham Clark gründete er 1846 in Cambridgeport das Unternehmen „Alvan Clark & Sons“. Schon bald erlangte das Unternehmen internationalen Ruf als Hersteller erstklassiger Refraktorlinsen. Neben seiner Tätigkeit in der Optik bewohnte Clark ein Anwesen am Charles River, wo er eine Fabrik sowie Wohnhäuser für sich und seine Familie errichtete. Obwohl er für seine Teleskop-Objektive weltweit bekannt war, betrachtete er sich selbst stets als Künstler und betrieb sein künstlerisches Schaffen bis kurz vor seinem Tod im Jahr 1887 weiter. Er verstarb am 19. August 1887 in Cambridgeport.
Einige der größten Fernrohre der Welt gehen auf sein Unternehmen zurück. Darunter das weltweit größte am Yerkes-Observatorium, das zweitgrößte am Lick-Observatorium und der Refraktor der Sternwarte Pulkowo. Insgesamt baute Clarks Unternehmen fünfmal den jeweils größten Refraktor der Welt. Einer seiner Söhne, Alvan Graham Clark, entdeckte einen Begleiter des Sirius, sein anderer Sohn, George Bassett Clark, war Teilhaber des Unternehmens. Ein Krater auf dem Mond und einer auf dem Mars wurden nach ihm benannt. 2013 wurde außerdem der Asteroid (27363) Alvanclark nach ihm benannt.

## Werk
Zu Beginn seiner Karriere schuf Alvan Clark hunderte kleiner Porträts in Wasserfarbe, Tinte und Öl. Seine Miniaturen und Ölgemälde zeichneten sich durch feine Details, eine lebendige Darstellung der Persönlichkeit sowie handwerkliche Präzision aus. Viele Aufträge erhielt er im reisenden Umfeld Neuenglands.
Mit der Gründung von „Alvan Clark & Sons“ vollzog er einen Berufswechsel: Clark kombinierte nun sein handwerkliches Geschick mit mechanischen Kenntnissen. Obwohl er Autodidakt war, etablierte er innovative Verfahren zur Bearbeitung von Glaslinsen. Er verwendete frühe Testverfahren, um optische Fehler zu korrigieren, und schleifte und polierte die Linsen zunächst mit Emery und später mit Gusseisensand. Zudem entwickelte er lokale Nachbearbeitungen für jedes Linsenelement. Seine Firma lieferte fünfmal hintereinander die weltweit größten Refraktoren – 18,5‑, 26‑, 30‑, 36‑ und (nach seinem Tod) 40‑Zoll-Objektive – für große Observatorien. Der Stil seiner optischen Arbeiten war geprägt von handwerklicher Sorgfalt, einem tiefen Verständnis optischer Prinzipien und dem Einsatz präziser Tests unter für die damalige Zeit ungewöhnlichen Bedingungen.